# Jobst Conrad Rømeling (officer)
 Der er flere personer med dette navn, se Jobst Conrad Rømeling (diplomat).
Jobst Conrad Rømeling (15. december 1698 i Frederikshald – 9. marts 1756 i Frederikstad) var en dansk-norsk officer, bror til Hans Henrik og Rudolph Woldemar Rømeling.
Han var søn af generalløjtnant Patroclus Rømeling og Anna Margaretha von Voogt, blev kaptajn 1718, major 1720, oberstløjtnant 1728 og oberst 1734. Han var chef for det søndenfjeldske regiment til sin død, blev generalmajor 1747 og generalmajor af infanteriet og chef for det ene norske gevorbne infanteriregiment. 1754 blev han hvid ridder.
Han ægtede Adelgunde Sophie von Meyer (28. november 1711 i Sandholt – 4. april 1788 i Christiania), datter af generalmajor Bendix Meyer og Charlotte Amalie von Scholten - hvis mor var Adelgunde Mechtilde Rømeling (Römeling) (1654-1714).